# Éditeur hexadécimal

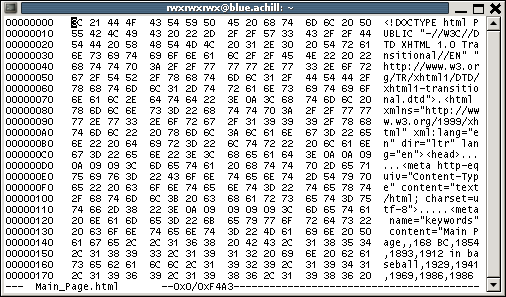

Un éditeur hexadécimal (ou « éditeur de fichiers binaires » ou « éditeur d'octets ») est un logiciel qui permet à son utilisateur de manipuler (visualiser et modifier) un fichier binaire. Certains éditeurs hexadécimaux sont capables d'éditer un secteur de disque sur une disquette ou un disque dur ; de tels éditeurs hexadécimaux sont alors nommés « éditeur de secteur » ou « éditeur de disque ». 

## Détails
En utilisant un éditeur hexadécimal, l'utilisateur peut voir ou éditer le contenu exact (et complet) d'un fichier alors qu'en utilisant l'application dédiée qui permet de visualiser ce fichier, il ne peut pas toujours accéder à l'intégralité des données (notamment les métadonnées). Par contre, l'éditeur hexadécimal n'interprète pas les données décrites dans le fichier qu'il édite. Ainsi, l'ouverture d'une image dans un éditeur hexadécimal fait apparaître les diverses données qu'elle contient (la taille de l'image, son contraste, les couleurs de chaque pixel…) de manière codée, alors que l'ouverture de ce même fichier dans un logiciel de retouche photo affiche cette image.
Dans la plupart des éditeurs hexadécimaux, les données sont représentées sous la forme de valeurs hexadécimales par ligne de 16 octets suivi sur la même ligne par l'interprétation texte de ces mêmes octets.
- La vue hexadécimale peut afficher les octets un par un (deux symboles entre 0 et F), ou regroupés deux par deux pour des mots de 16 bits (quatre symboles entre 0 et F).
- Le texte est usuellement en ISO/CEI 8859-1, OEM ou ASCII. Les caractères non affichables, pour le jeu de caractères sélectionné sont le plus souvent remplacés par un point ".".

## Exemples

### SousUnix/Linux
- Deux commandes shell sous Unix/GNU Linux permettent d'afficher (mais pas d'éditer) un fichier en hexadécimal (et en octal) : od et hexdump.
- Le logiciel Hexedit est un éditeur hexadécimal en mode console plein écran. La version actuelle 1.5 date d'août 2020.
- L'éditeur de texte Emacs possède aussi un mode nommé hexl-mode qui permet de le transformer en éditeur hexadécimal.
- De même, avec vim, on peut utiliser la commande :%!xxd

### SousWindows
- L'éditeur de texte PSPad dispose aussi d'un mode hexadécimal (freeware)
- L'éditeur hexadéximal HxD